# Shammar

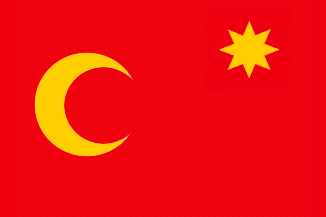
Bandiera di Djebel Shammar

La tribù araba dei Shammar, proveniente dallo Yemen, si stanziò nella parte settentrionale dell'Arabia Saudita, da dove si estese poi nel sud dell'Iraq e nel nord della Giordania. L'emirato del Jabal Shammar, con capitale nella città di Ha'il, fu annesso nel 1921 al regno di Abd al-Aziz Ibn Sa'ud. 
Attualmente la tribù è la più numerosa dell'Iraq. Da essa proviene Ghāzī Yawār il primo Presidente della Repubblica dopo la caduta del regime di Saddam Hussein, e il leader siriano ostile al regime di Bashar al-Asad, Ahmad Jarba.

## Estensione
Shammar si estende dalla Siria all'Arabia Saudita centrale, non è un caso che una grande pianura desertica saudita si chiami: "Deserto di Shammar". Comprende buona parte dell'est dell'Iraq, e un angolo del nord del Kuwait, oltre al nord e centro-nord saudita.
| Controllo di autorità | J9U (EN, HE) 987007563852605171 |